# 和歌山県立和歌山北高等学校
和歌山県立和歌山北高等学校（わかやまけんりつ わかやまきたこうとうがっこう）は、北校舎と西校舎が設置されている。北校舎は和歌山県和歌山市市小路に位置し、西校舎は和歌山県和歌山市西庄に位置する県立高等学校。通称は「北高」（きたこう）。文書では「和北」（わきた）と表記されることもある。

## 概要
1963年に旧和歌山工業高等学校東校舎の一部を使用する形で開校。1964年4月に和歌山市市小路に移転して現在に至る。2012年に旧和歌山西高等学校と統合し、和歌山西高等学校は西校舎、和歌山北高等学校は北校舎となる。県内唯一のスポーツ健康科学科（旧:体育科）が全国で2番目に設置されており、和歌山県高等学校体育連盟の事務局が置かれている。
北校舎の体育館は多層構造になっていて、1階部分が剣道場・柔道場、2階部分がいわゆる体育館になっている。また、プールにはエアードームが設置されていて天候に左右されることなく利用することができるほか、県内の高校としては珍しく飛び込み用プール（5 m）も設置されている。
2008年に生徒会執行部より学校スローガン「seize the future〜未来をつかめ〜」が発表された。
2012年に和歌山北高等学校と和歌山西高等学校を統合されるとともに校章変更され、和歌山北高等学校は和歌山北高等学校北校舎、旧・和歌山西高校は和歌山北高等学校西校舎となる。
2017年6月には、西校舎に第2グラウンド（全天候型人工芝グランド）が完成。また、同9月には、50 m室内温水プール、体操場、柔剣道場、トレーニングルーム、分析室を備えた複合施設が完成した。
2012年夏季のロンドンオリンピックには5人の選手を選出（田中和仁・田中理恵・田中佑典・西岡詩穂・九鬼巧）
2016年夏季のリオデジャネイロオリンピックには3人の選手を輩出（三口智也・西岡詩穂・田中佑典）した。

## 校訓
「知育」「徳育」「体育」三つが相俟って人格形成をはかり「志」を大きく育みます。

## 教育方針
- 「挑戦」自らの将来に向かって目標を持ち、最後まであきらめることなく、挑戦し続ける。
- 「誠実」相手を思いやる心と正しい判断力を身につけ、自らの行動に責任を持つ。
- 「練磨」自己の未来を切りひらく気力・体力をつくるために、進んで心身を練磨する。

## 学科

### 北校舎
- 普通科

### 西校舎
- スポーツ健康科学科（県内唯一の体育科）
- 普通科

## 行事
- マラソン大会は両校舎合同で開催され男子12 km、女子8 kmを走る。コースとして使われるのは和歌山市松江 - 西ノ庄にある「河西公園トリムコース（1周4 km）」。
- 体育祭は和歌山ビッグホエールを貸し切り、スポーツ健康科学科生徒総出で行うパフォーマンス「スタンツ」（大規模な組体操のようなもの）や北高リレー・綱引き・応援合戦などの競技を校舎対抗で行う。

## 部活
- 女子フェンシング部が有名[1]。柔道が強い

## 周辺
- この学校は南海電気鉄道南海本線沿いにあり、北校舎は紀ノ川駅から徒歩5分程の所にあり、西校舎は西ノ庄駅から徒歩15分程度の所にあるが、両校舎の生徒ほとんどは自転車通学である。
- 北校舎の近くにはショッピングセンターオーストリートやダイソー、Joshin和歌山北店がある。
- 西校舎の近くには、商業施設松源西庄店や和歌山県立和歌山さくら支援学校がある。

## 著名な出身者

### スポーツ
- 田中和仁 - 体操選手、ロンドンオリンピック出場
- 田中理恵 - 体操選手、ロンドンオリンピック出場
- 田中佑典 - 体操選手、ロンドンオリンピック出場
- 森成寿 - 柔道家
- 阪部貴行 - 柔道家
- 宮本文晴 - 元自転車競技選手、ソウルオリンピック出場
- 田中大誠 - ボート選手
- 布居寛幸 - 競輪選手
- 稲毛健太 - 競輪選手
- 真道ゴー - プロボクサー、元WBC女子世界フライ級チャンピオン
- 道浦誠 - 元陸上選手、アスレティックトレーナー
- 九鬼巧 - 陸上選手、ロンドンオリンピック（2012年）4×100mリレー日本代表
- 東莉央 - フェンシング選手
- 東晟良 - フェンシング選手
- 吉川美穂 - 競輪選手

### 芸能
- 辻本茂雄 - お笑い芸人
- デューク更家 - タレント、ウォーキングドクター
- 市川翔子 - 女優
- 三浦誠己 - 俳優
- 西浦歌織 - ミュージカル俳優